# Cairani
Cairani es una localidad peruana, capital del distrito homónimo, perteneciente a la provincia de Candarave del departamento de Tacna, al sur del Perú. En el 2017 tenía una población de 418 habitantes según el INEI.